# مو آدامز
مو آدامز (بالإنجليزية: Mo Adams)‏ (23 سبتمبر 1996 بنوتنغهام في المملكة المتحدة - ) هو لاعب كرة قدم بريطاني-سعودي في مركز الوسط في نادي الباطن. لعب مع شيكاغو فاير وريدينغ يونايتد إيسي ونادي الشباب ونادي الخليج ونادي الباطن.

## وصلات خارجية
- مو آدامز على موقع الدوري الأمريكي (الإنجليزية)
- مو آدامز على موقع قاعدة بيانات كرة القدم.إي يو (الإنجليزية)
- مو آدامز على موقع Soccerbase.com (لاعب) (الإنجليزية)
- مو آدامز على موقع Soccerway.com (الإنجليزية)
- مو آدامز على موقع عالم كرة القدم.نت (الإنجليزية)